# Гайнріх Ламмаш
Гайнріх Ламмаш (Лямаж нім. Heinrich Lammasch; 21 травня 1853, Зайтенштеттен, Австрійська імперія — 6 січня 1920, Зальцбург, Австрія) — австро-угорський і австрійський державний і громадський діяч, останній міністр-президент Цислейтанії. Видатний юрист, фахівець з кримінального, державного і міжнародного права. Був відомий як переконаний пацифіст і прихильник нейтралітету Австрії.

## Кар'єра до Першої світової війни
Народився в Зайтенштеттені, в сім'ї нотаріуса Гайнріха Ламмаша (1823-1865) і Анни з Шауенштайнів (1829-1891). Незабаром після народження сина сім'я переселилася в Вінер-Нойштадт, а потім до Відня. Вивчав юриспруденцію в Віденському університеті. У 1876 році здобув ступінь кандидата юридичних наук. Кілька місяців провів у Німеччині, Франції та Великій Британії. З 1879 року — доцент юридичного факультету Віденського університету, фахівець з кримінального права. З 1882 року — професор. У 1885 році запрошений завідувачем кафедри кримінального права, філософії права та міжнародного права Інсбруцького університету. У 1889 році повернувся на роботу до Віденського університету. Сфера головних наукових інтересів Ламмаша — догматика кримінального права, право видачі та право притулку.
У 1899 і 1907 роках консультант австро-угорської делегації на Гаазьких мирних конференціях. З 1899 року член Постійної палати третейського суду в Гаазі, брав участь у вирішенні міжнародних суперечок. Тричі обирався головою Палати. Був юридичним консультантом ерцгерцога Франца Фердинанда. У 1899 році запрошений імператором Францем Йосифом I в Палату панів (Heerenhaus) парламенту Цислейтанії. У 1906-1912 роках працював над проєктом нового австрійського кримінального права (який, проте, не був затверджений). Проявив себе як помірний консерватор, виступав проти загального виборчого права, введеного в Цислейтанії в 1907 році.

## Війна
Перед війною виступав за розрив союзу з Німеччиною і зближення з Антантою. Війну спочатку розглядав як оборонну, відкидаючи загарбницькі домагання австро-угорської монархії. Потім був членом руху на захист миру; генеральний штаб вимагав його арешту. Вважав, що після закінчення війни злочини австро-угорської армії проти мирного населення повинні стати предметом міжнародного переслідування.
У липні 1917 році розглядався як кандидат на пост міністра-президента.
У жовтні 1917 — лютому 1918 р. в австро-угорської еліти активно обговорювалася можливість укладення мирної угоди з Антантою, Ламмаш виступав одним з лідерів «партії миру». Взаємодіяв з пацифістською групою, яка склалася навколо підприємця Юліуса Майнля. В опублікованому в 1917 меморандумі, присвяченому міжнародному праву після війни, вимагав створення міжнародної організації, багато в чому перегукуючись з ідеями президента США Вудро Вільсона про створення Ліги Націй. Робив спроби встановити контакти з Вільсоном через швейцарського священника-пацифіста Георга Геррона, однак зазнав невдачі.

## «Міністерство ліквідації»
27 жовтня 1918 року Ламмаш призначений імператором Карлом I міністром-президентом Цислейтанії замість барона Макса Гусарека фон Гейнлейна. Призначенням відомого пацифіста главою уряду Австрія прагнула подати зовнішньому світу сигнал про готовність завершити війну. Віденська газета «Neue Freie Presse» негайно назвала нового міністра-президента «ліквідатором старої Австрії» («Liquidator des alten Österreich»). З 30 жовтня австрійською державою фактично почав керувати інший уряд — сформований Тимчасовими національними зборами Німецької Австрії кабінет Карла Реннера; в інших частинах імперії почали формуватися власні національні органи влади.
9 листопада відрікся від престолу німецький імператор Вільгельм II. У цей самий день уряд Ламмаша провів два засідання, присвячені обговоренню майбутнього державного устрою Австрії, в яких представниками Німецької Австрії були Карл Реннер і Карл Зейц. Передбачалося проголошення імператора нової держави. Однак на наступний день, 10 листопада, Реннер вніс у Тимчасові національні збори пропозицію про проголошення республіки. Ламмаш вступив в переговори з імператором та імператрицею Зітою.
11 листопада оголошено заяву імператора про те, що він «відсторонюється від управління державою» (пізніше Карл стверджував, що зробив заяву під тиском і в жодному разі не відмовився б на довгий строк від прав суверена). 12 листопада в Австрії проголошена республіка.

## Австрійська республіка
Після закінчення війни Ламмаш брав участь у виробленні Статуту Ліги Націй. Як експерт брав участь у роботі австрійської делегації при виробленні Сен-Жерменського миру. Виступав за створення незалежної «Східно-альпійської республіки» в Південному Тіролі, на який заявила претензії Італія. На противагу руху до об'єднання з Німеччиною виступав за збереження Австрії як нейтральної держави.
У 1920 році помер в Зальцбурзі від апоплексичного удару. Одним з небагатьох свідків похорону став Стефан Цвейг, який описав їх як «мізерні й сумні» («ärmlich und traurig»). У 1957 році останки Ламмаша перенесені в склеп в Бад-Ішлі.

## Твори
- Grundriss des österreichischen Strafrechts. Duncker & Humblot, Leipzig 1899.
- Die Fortbildung des Völkerrechts durch die Haager Konferenz. Eigenverlag, Wien 1900.
- Die Rechtskraft internationaler Schiedssprüche. Aschehoug, Kristiania 1913.
- Das Völkerrecht nach dem Kriege. Aschehoug, Kristiania 1917.
- Der Friedensverband der Staaten. Der Neue Geist, Leipzig 1919.
- Der Völkerverbund zur Bewahrung des Friedens. 1919.
- Europas elfte Stunde. 1919.
- Woodrow Wilsons Friedensplan. 1919.
- Völkerbund oder Völkermord. 1920.